# Antti Jalava
Anton (Antti) Fredrik Jalava (Almberg) (Finnország, Masku, 1846. július 18. – Helsinki, 1909. július 3.) finn tanár, író, irodalomtörténész, nyelvész, műfordító, a Magyar Tudományos Akadémia levelező tagja (1902).
A magyar irodalom finnországi ismertetője, a finn-magyar kapcsolatok egyik megalapozója.

## Életútja
Erik Anton Almberg és Erika Landell fia a Turkuhoz közeli Masku településen született. Később felvett írói neve: Jalava. A turkui középiskola után (1863) az egyetemen filozófiát végzett, (finn nyelvből August Ahlqvist tanítványa volt), magiszteri fokozatot ért el (1869). 1869–1870-ben az Uusi Suometar című finn hírlap főszerkesztője és később is évtizedeken át a lap munkatársa volt. Újságíróként Matti néven vált ismertté; az aktualitásokról szóló „helsinki levelei” mellett a lapban számos magyar vonatkozású cikke, útilevele jelent meg. Helsinki különböző középiskoláiban a finn nyelv tanáraként dolgozott.
1874-1875-ben ösztöndíjjal tanulmányutat tett Ausztriában, Csehországban és hazánkban. 1881-ben, 1886-ban, 1896-ban, 1899-ben és 1903-ban is járt Magyarországon. 1881-től 1909-ben bekövetkezett haláláig a magyar nyelv lektora volt a Helsinki Egyetemen.
A szenátus forditójaként és nyomdájának vezetőjeként, az országgyűlés paraszti rendjének tolmácsaként is dolgozott. Vezetői szerepet vállalt a Finn Irodalmi Társaság nyelvtudományi bizottságának irányításában, a Finn Színház munkájában és egyéb szervezetekben is.
A Magyar Történelmi Társulat 1877-ben megválasztotta tiszteleti tagjának, 1880-ban pedig a Kisfaludy Társaság és 1902-ben a Magyar Tudományos Akadémia levelező tagjának.

## Munkái
- Unkarin maa ja kansa (Magyarország és népe, Helsingfors, 1876)
- Unkarin kielen oppikirja (Magyar nyelvtan, Helsingfors, 1880, Szinnyei Józseffel együtt)
- Unkarin Albumi (Magyar album, Helsingfors, 1881)
- Unkari (Magyarország, Helsingfors, 1882-1883)
- Egy epizód a Kalevalából (magyarul, a Kisfaludy Társaság 21. évkönyvében)
- Tapani Széchenyi; Kansanvalistus-Seuran Kustantama, Helsinki, 1901 (Elämäkertoja)
- Frans Deák; Kansanvalistus-Seuran Kustannuksella, Helsinki, 1902 (Elämäkertoja)
- Unkari Uudistanut Matti Kivekäs Stenbäck; Kansanvalistusseura, Helsinki 1910

Finn nyelvre fordította Jókai Mór több munkáját, köztük Az új földesúr című regényét, A kedves atyafiakat és a Szerelem bolondjait, a finn színház számára pedig Tóth Ede A falu rossza és a Nők az alkotmányban című népszínművét. Megírta külön monográfiákban Széchenyi István (1901) és Deák Ferenc (1902) életét, továbbá történeti méltatást írt Görgei honvédtábornokról..